# Lista episoadelor din Jigoku Shoujo
Seria anime Jigoku Shoujo a fost prezentată în trei sezoane, fiecare cu un număr distinct de episoade.

## Sezonul 1

### Episoade
| #  | Titlu                                                                            | Data Difuzării | Descriere |
| -- | -------------------------------------------------------------------------------- | -------------- | --- |
|    |                                                                                  |                | |
| 1  | "From Beyond the Twilight" "Yūyami no Kanata Yori" (夕闇の彼方より)              | 2005-10-04     | Mayumi Hashimoto (Kana Ueda/Laura Bailey), o studentă în anul întâi la un liceu, este forțată să dea bani și să se întâlnească cu bărbați de către o colegă de clasă, Aya Kuroda (Tomoko Kawakami/Luci Christian). |
| 2  | "The Possessed Girl" "Mi Irareta Shōjo" (魅入られた少女)                         | 2005-10-11     | Ryōko Takamura (Ai Shimizu/Monica Rial) este urmărită, căutând astfel sprijinul polițistului Kōichirō Kisaragi (Kazuya Ichijo/Sean Hennigan) în căutarea și arestarea urmăritorului, neștiind că el este urmăritorul. Ryōko îl va trimite în iad. |
| 3  | "Tarnished Mound" "Yogoreta Maundo" (汚れたマウンド)                             | 2005-10-18     | Daisuke Iwashita (Wataru Hatano/Kevin M. Connolly), caută răzbunarea prietenului și coechipierului Kouichi Muroi (Ryou Naito/Jaime Rivera), după ce acesta moare în urma unei răni făcute de starul echipei de baseball, Mamoru Hanakasa (Noriaki Sugiyama/Justin Cook), care de asemenea a dat vina pe Daisuke pentru moartea lui Muroi. |
| 4  | "Silent Cries" "Kikoenu Sakebigoe" (聞こえぬ叫び声)                              | 2005-10-25     | Junko Kanno (Satomi Arai/Leah Clark) își duce câinele bolnav la veterinarul Yoshiyuki Honjō (Takehito Koyasu/Vic Mignogna) pentru tratament, dar câinele ei moare. Mai târziu află de la asistenta veterinarului ,Sekimoto (Ryoka Yuzuki/Tiffany Grant),că Honjo nu s-a deranjat să trateze câinele. |
| 5  | "The Woman in the Tall Tower" "Takai Tō no Shōjo" (高い塔の女)                   | 2005-11-01     | Riho Kaifu (Michiko Neya/Lydia MacKay), CEO-ul unei companii de calculatoare, forțează o studentă în anul întâi la un liceu, expertă în calculatoare , numită Misato Tamura (Ayako Kawasumi/Didi Duron) să lucreze pentru ea ca un hacker. |
| 6  | "Early Afternoon Window" "Hirusagari no Mado" (昼下がりの窓)                     | 2005-11-08     | Keiko Yasuda (Miki Itou/Gwendolyn Lau) este martora vecinei sale, Namiko Todaka (Emi Shinohara/Wendy Powell), ce comite adulter în timp ce trecea pe lângă casa ei într-o după-amiază. Știind acestea, Namiko o hărțuiește constant pe Keiko pentru a nu spune nimănui cele văzute. Namiko a încurajat-o de asemenea pe fiica ei,Yuria (Megumi Nasu/Stephanie Sheh), să se poarte urât cu Haruka (Chiwa Saitō/Kelley Johnson), fiica lui Keiko, la școală. Haruka se răzbună pe Namiko. |
| 7  | "Cracked Mask" "Hibiwareta Kamen" (ひびわれた仮面)                               | 2005-11-15     | Ayaka Kurenai (Satsuki Yukino/Caitlin Glass), o actriță de teatru în ascendență, complotează împotriva unei alte actrițe Kaoruko Kurushima (Marina Inoue/Kim Whalen) după ce aceasta o eclipsează la compania de teatru. După ce a angajat niște băieți să o forțeze pe Kurushima să bea o băutură care să-i distrugă vocea, Midori Kurenai (Kumiko Takizawa/Sheridan Wright), mama adoptivă al lui Ayaka și proprietara companiei teatrale, anulează spectacolul. Ayaka încearcă să o trimită pe Midori în Iad, dar află că păpușa de paie care i-a fost dată a dispărut fiindcă Kurushima ceruse ca Ayaka să fie trimisă în Iad.                                                                          |
| 8  | "Silent Friendship" "Seijaku no Majiwari" (静寂の交わり)                         | 2005-11-22     | Chiaki Tanuma (Yuki Matsuoka/Elise Baughman) caută să se răzbune pe Goro Ishizu (Show Hayami/Charles Baker) după ce îl vede împingând-o pe cea mai bună prietenă a ei (iubita lui Ishizu) de pe o clădire. Acest episod marchează debutul lui Tsugumi (Nana Mizuki/Luci Christian) și Hajime (Yuji Ueda/John Burgmeier), familia Shibata. |
| 9  | "Sweet Trap" "Amai Wana" (静寂の交わり)                                          | 2005-11-29     | Yuka Kasuga (Rina Sato/Trina Nishimura) și sora ei, Hiromi (Misa Kobayashi/Jessica Turner) își îndeplinesc visul de a deschide o cofetărie, și îi permit unui prieten de-al tatălui lor, Shinya Morizaki (Kouji Ishii/Doug Burks), să guste una din creațile lor unice. Yuka mai târziu foloșeste Corespondenþa iadului pentru a-l trimite pe Morizaki în iad după ce acesta le fură rețeta și pretinde a fi a lui. |
| 10 | "Friends" "Tomodachi" (トモダチ)                                                 | 2005-12-06     | Minami Shibuya (Sawa Ishige/Brittney Karbowski) o urmărește pe Shiori Akasaka (Megumi Toyoguchi/Amber Cotton) după ce aceasta o ignoră în ciuda faptului că ele erau prietene. Cele două redevin prietene și Shibuya renunță la intenția de a o trimite pe Akasaka în Iad. Din păcate, Akasaka este trimisă în Iad după ce sfoara se desface accidental. |
| 11 | "Broken Threads" "Chigireta Ito" (千切れた糸)                                    | 2005-12-13     | Masaya Kataoka (Daisuke Ono/Robert McCollum) caută să se răzbune pe jurnalistul Takashi Inagaki (Wataru Takagi/Chuck Huber) care l-a ameninþat pe el și pe decedatul său tată. |
| 12 | "Spilled Bits" "Koboreta Kakeratachi" (零れたカケラ達)                           | 2005-12-20     | Akane Sawai (Rie Tanaka/Colleen Clinkenbeard) încetează să se mai ducă la școală din cauza unor probleme emoționale; stând încuiată în camera ei și vorbind numai cu un prieten prin corespondenþă pe care îl întâlnise pe internet. Profesorul ei, Yoshiki Fukasawa (Susumu Chiba/Chris Cason), o vizitează constant pentru a vedea cum se simte și pentru a o convinge să vină la scoală. Sawai se supără din acest motiv și este convinsă de prietenul prin corespondenþă să îl trimită pe Fukasawa în iad. Sawai ("Cheppo"/"Anemona"-nickname-ul) află într-un final că prietenul prin corespondenþă era Fukasawa, dar după ce ajung la o înțelegere, Fukasawa o convinge pe Sawai să-l trimită în Iad. |
| 13 | "Purgatory Girl" "Rengoku Shojo" (煉獄少女)                                      | 2005-12-27     | Ai Enma nu este un fenomen recent, ci unul care a luat loc de sute de ani. Un bărbat pe nume Fukumoto (Shiro Saito/Jerry Russell) a trimis un alt bărbat pe nume Okawachi în Iad folosind această metodă și Hajime Shibata l-a văzut murind după 50 de ani. |
| 14 | "Beyond the Dead End" "Fukurokoji no Muko" (袋小路の向こう)                      | 2006-01-03     | Saki Kirino (Yuu Kobayashi/Cherami Leigh) caută să răzbune moartea tatălui ei din cauza unui secret dintre el și suspectul principal, primarul Ryouzo Kusunoki (Masashi Hirose/Bill Jenkins). Hajime Shibata a reușit să-l facă să-și ceară iertare, dar era prea târziu. |
| 15 | "Island Woman" "Shima no Onna" (島の女)                                          | 2006-01-17     | Mina Minato (Masumi Asano/Jamie Marchi) își trimite mătușa, Fujie Minato (Akemi Okamura/Christine Auten), în Iad după ce află că ea îi ucisese mama pentru a nu mai părasi insula. Iubitul Minei, un biolog marin numit Yuji Numata (Hiro Shimono/Chris Burnett), a fost de asemenea agresat de Fujie. |
| 16 | "A Night Among Travelling Entertainers" "Tabigeinin no Yoru" (旅芸人の夜)        | 2006-01-24     | Yumi (Asuka Tanii/Leah Clark) și sora ei geamănă, Yuki (Akiko Yajima/Kate Oxley), lucrează la circ. Yuki este favorisită, pe când Yumi este constant abuzată fizic și verbal. Din cauza acestora, Yumi își trimite sora în Iad. |
| 17 | "Glass Scenery" "Garasu no Fuken" (硝子ノ風景)                                   | 2006-01-31     | Familia Shibata este prinsă în ceață și sunt nevoiþi să se ducă într-un sanatoriu abandonat, unde găsesc fantoma unei fete răzbunătoare pe nume Nina (Omi Minami/Alison Viktorin). |
| 18 | "Bound Girl" "Shibarareta Shojo" (縛られた少女)                                  | 2006-02-07     | Miki Kawakami (Noriko Shitaya/Carrie Savage) și câinii ei devin sclavii unei femei rele și bogate numită Meiko Shimono (Kujira/Pam Dougherty), fiindcă cei doi câini o mușcaseră. Miki o cheamă pe Ai după ce Meiko îi omoară cei doi câini (unul din câini avea pui---ea otrăvește mama și îneacă puii). |
| 19 | "Bride Doll" "Hanayoume Ningyo" (花嫁人形)                                       | 2006-02-14     | O orfană pe nume Inori Ujie (Fumiko Orikasa/Caitlin Glass) a fost aleasă de la orfelinat de o creatoare de păpuși numită Kyogetsu Inori (Miyuki Ichijou/Linda Leonard) pentru a fi soția fiului ei, dar trebuia să se comporte ca o păpușă. Ea nu trebuia să facă nimic, nici măcar să-și servească soțul. Kyogetsu a fost trimisă în iad de Inori, dar nici soțul ei nu este diferit de mamă... |
| 20 | "Hell Boy vs. Hell Girl" "Jigoku Shojo tai Jigoku Shonen" (地獄少女 対 地獄少年) | 2006-02-21     | Un medium de la televizor numit Gil de Ronfell/L'Enfer (Jun Fukuyama/Greg Ayres), care se autointitulează Băiatul iadului, a provocat-o pe Ai Enma, Fata iadului(Mamiko Noto/Brina Palencia), la un duel. S-a dovedit însă a fi o greșeală fatală. |
| 21 | "The Kind Neighbour" "Yasashii Rinjin" (優しい隣人)                              | 2006-02-28     | Yuko Murai (Saeko Chiba/Mary Morgan) ºi tatăl ei (Issei Futamata/John Gremillion) se mută la o fermă. Ryosuke Sekine (Ryunosuke Obayashi/John Swasey), vecinul lor, îi ajută cu munca la fermă. Recoltele familiei Murai sunt într-un final invadate de dăunători, iar tatăl lui Yuko moare de la alcolism. Yuko află că Sekine le-a sabotat recoltele și vrea să-l trimită în iad dar este oprită de Hajime Shibata. |
| 22 | "Rain of Remorse" "Kaikon no Ame" (悔恨の雨)                                     | 2006-03-07     | Goro Suetsugu (Atsushi Imaruoka/Christopher Sabat), un soț cu inima frântă a cărui soție, Noriko Hayashi (Shizuka Ito/Kathleen Hamm), îl înșală, o cheamă pe Ai pentru ajutor și își trimite soția în iad. Hajime Shibata încearcă să-l oprească dar dă greș. |
| 23 | "The Light of the Hospital Ward" "Byoto no Hikari" (病棟の光)                    | 2006-03-14     | O soră medicală numită Kanako Sakuragi (Miyuki Sawashiro/Larissa Wolcott) a fost trimisă în iad de un dependent de droguri necunoscut. |
| 24 | "Home in the Twilight" "Yugure no Sato" (夕暮れの里)                             | 2006-03-21     | Familia Shibata încă este pe urmele Fetei iadului, și după ce află că sunt înrudiți cu Sentaro Shibata (Toshiyuki Toyonaga/Jason Liebrecht), sunt confruntați de Ai Enma. |
| 25 | "Hell Girl" "Jigoku Shojo" (地獄少女)                                            | 2006-03-28     | Acest episod prezintă tragica poveste a lui Enma Ai. Ea a fost îngropată de propriul văr și prieten, Sentaro Shibata. |
| 26 | "The Ephemeral" "Karinui" (かりぬい)                                             | 2006-04-04     | Ai Enma încearcă să o facă pe Tsugumi Shibata (Mizuki Nana/Luci Christian) să-și trimită tatăl, Hajime (Yuji Ueda/John Burgmeier), în iad, folosindu-se de cazul decedatei ei mame, Ayumi (Hitomi Nabatame/Colleen Clinkenbeard). |

### Coloana sonoră
Tema de începutSakasama no Chō (逆さまの蝶? lit. The Inverted Butterfly)
- Text: SNoW, Hideaki Yamano
- Compozitor: SNoW, Asanjō Shindō
- Interpret: SNoW

Tema de sfârșitKarinui (かりぬい? lit. Basting)
- Versuri: Hitomi Mieno
- Compoziția: Masara Nishida
- Performanța: Mamiko Noto

## Sezonul 2

### Episoade
| #  | Titlu                                                                                 | Data Difuzării | Descriere |
| -- | ------------------------------------------------------------------------------------- | -------------- | --- |
|    |                                                                                       |                | |
| 1  | "The Girl Lost In the Darkness" "Yami no naka no Shojo" (闇の中の少女)                | 2006-10-07     | Onda Maki este persecutată la școală, neștiindu-și persecutorul. În fiecare noapte ea scria numele colegilor ei pe site-ul Corespondenței Iadului și apoi le ștergea. Între timp, o profesoară numită Kamishiro încearcă să o ajute, însă ajutorul ei este refuzat. În cele din urmă află că persecutorul era Kamishiro, fiind trimisă în Iad. |
| 2  | "Bubbles Under the Surface" "Utakata" (うたかた)                                      | 2006-10-14     | Sora lui Yayoi, Sumire, este dispărută. Yayoi aude constant sunetul unor bule de aer. După o vreme realizează că sora ei este moartă. Aceasta se condamnă pe sine pentru moartea lui Sumire, așa că îl trimite pe bărbatul care a răpit-o pe sora ei în iad. Într-un târziu este relatat faptul că cadavrul lui Sumire a fost aruncat într-un lac, de aici sunetul bulelor. |
| 3  | "Beloved Kei-chan" "Itoshi no Kei-chan" (愛しのけいちゃん)                            | 2006-10-21     | O fata numită Tae-pon care își protejează obsesiv vecinul, Kei-chan. Refuză să admită faptul că îl iubește pe Kei-chan deoarece crede că relația lor s-ar schimba. Ea știe că iubita lui se întâlnește în același timp și cu alt băiat, dar refuză să-i spună fiindcă îl "proteja". Kei-chan intră în camera ei prin fereastră, admițând că știe că iubita lui îl înșală și apoi se culcă cu Tae-pon când aceasta încearcă să-l liniștească. Ea începe să se teamă că relația lor este în pericol să se schimbe și refuză să-i deschidă geamul lui Kei-chan când acesta îi spune că o iubește. Ea apoi deschide fereastra să vadă dacă mai era acolo, fapt care îl face pe Kei-chan să-și piardă echilibrul, să cadă și într-un final să moară. A doua zi, Tae-pon o trimite în Iad pe fosta iubită a lui Kei-chan, se muta în altă yona, iar vecinul ei arată exact ca Kei-chan... |
| 4  | "Secret" "Himitsu" (秘密)                                                             | 2006-10-27     | Soția lui Yagisawa, China, este în spital, luptându-se cu boala. Acesta ar face orice pentru bani pentru a-și ajuta soția. El intră pe site pentru a se răzbuna pe Shouki, omul care l-a păcălit. Shouki se duce la spital să-i spună Chinei că soțul ei a ucis o persoană. Shouki este în cele din urmă trimis în iad. |
| 5  | "Rampage to Hell" "Jigoku he no Boso" (地獄への暴走)                                  | 2006-11-04     | Yamada Leon, îl persecutează constant pe Oi-chan. Așa că Oi-chan caută răzbunare, contactând-o pe Ai, dar în ultimul moment se răzgândește. Leon se îndrăgostește de o liceeană numita Miyahara Izumi și planifică să-i mărturisescă sentimentele sale, apoi să părăsească gașca din care făcea parte. Oi-chan îi arată lui Leon website-ul. Seful găștii nu vrea să-l lase pe Leon sa plece, răpind-o pe Izumi. Leon îl trimite pe șeful găștii în iad. După aceasta, Leon continuă să-l persecuteze pe Oi-chan, îi fură portofelul și planifică să își mărturisească sentimentele pentru Izumi, dar moare într-un accident de motocicletă. |
| 6  | "The Place Where the Sun Hits" "Hi no Ataru Basho" (陽のあたる場所)                   | 2006-11-11     | Hosono Souta este băiatul care stă mereu în infirmerie. S-a îndrăgostit de o colegă de clasă, Kiwako, după ce aceasta n-a râs de el. Nu îi place de iubitul actual al lui Kiwako. Hosono încearca sa acceseze Corespondența Iadului, dar Ai îl respinge. În timp ce Hosono o urmăreste pe Kiwako, îl aude pe iubitul ei sugerându-i unui prieten să o violeze pe Kiwako pentru a-și pierde virginitatea. Ai apare la Hosono în noaptea aia, dar refuză să-și vânda sufletul în schimbul răzbunării. Kiwako îi spune mai târziu lui Hosono că își trimisese oribilul iubit în iad. |
| 7  | "Bonds" "Kizuna" (絆)                                                                 | 2006-11-18     | Familia lui Ougi Emi s-a schimbat de când fratele ei, Tatsuya, a murit. Mama ignoră familia pentru a face orașul să-și recunoască vina pentru moartea lui Tatsuya. Tatsuya era totul pentru mama lui Emi, iar aceasta încearcă să o ajute să treacă peste asta. Familia ei devine disfuncțională, așa că Emi își trimite mama în iad. După aceea realizează că le era mult mai bine fără ea. |
| 8  | "Fake Hell Correspondence" "Nise Jigoku Tsushin" (偽地獄通信)                         | 2006-11-25     | Baba-sensei este profesoara urâtă de toată lumea. Cineva falsifică Corespondența Iadului, iar toti studentii care o urau au primit linkul. Urmarind site-ul o descopera pe Ikami Waka-san care sustine ca nu a creat corespondenta falsa. În seara aia, o altă profesoară, Kuriyama Mami o sună pe Ikami și îi spune că Baba crease site-ul și dăduse vina pe ea. Mami-sensei o așteaptă la școală pe Ikami să vină, să acceseze Corespondența Iadului și să o omoare pe Baba. Ai vine, fiind cunoscută de către Mami de multă vreme. Mami era cea care crease corespondența falsă și dăduse vina pe studenții ei. Totul era pentru faptul că Baba o certase pe Mami când aceasta era mică, iar aceasta o învinovățește pe Baba pentru toate problemele ei. Baba vine și scrie numele lui Mami ca pedeapsă pentru că ar fi fost dispusă să se folosească de unul din studenții ei. Baba acceptă să se duca în Iad, considerând o pedeapsă dreaptă pentru crearea unui profesor ca Mami.                                                                                               |
| 9  | "Elder Brother, Younger Sister" "Ani Imoto" (あにいもうと)                            | 2006-12-02     | Suzaki Maho își urăște fratele, Miki, fiindcă el îi gonește iubiții. Maho crede că pentru faptul că el este model, crede că este mai frumos decât ea. Ea susține că totodată își iubește si urăste fratele. Maho si Miki erau orfani, de aceea fratele ei era tot ceea ce avea. Miki se îmbracă ca o femeie și îi fură iubiții. Mai târziu el îi mărturisește faptul că o iubea. Maho îl trimite în iad. |
| 10 | "Anna Sone's Wet Holiday" "Sone Anna no Nure ta Kyuujitsu" (曽根アンナの濡れた休日)   | 2006-12-09     | Hone Onna întâlneste un regizor, Negoro Tetsuro, care vrea ca ea sa fie personajul feminin principal al filmului său, numele fiind Anna Sone. El este obsedat cu scrisul scenariului. Are de asemenea o soție și două iubite , dar nu pare interesat în niciuna din ele. Într-un final, soția lui Tetsuro, una din iubite, Kumiko-chan și Hone Onna devin bune prietene. Împreună decid să se ducă la izvoarele fierbinți, dar din neatenție Tetsuro intră cu mașina în mașina altui bărbat, iar mai târziu îsi varsă cafeaua pe el. Acel barbat îl trimite pe Tetsuro în iad. În final, Hone Onna se șterge din amintirile lui Kumiko și soției. |
| 11 | "The Distant Adjacent Room" "Tooi Rinshitsu" (遠い隣室)                               | 2006-12-16     | Amagi Shizuko a luat o pisică maidaneză la ea în apartament, numind-o Muru. Este mutată acolo de puțină vreme astfel încât nu s-a prezentat vecinilor încă. De fiecare data când încearcă, nimeni nu este acasă. Ren o vizitează adesea. Câteva zile dupa ce ia pisica, primește telefoane misterioase. Primește lucruri pe care nu le-a comandat, livrate acasă. Si primește scrisori de amenințare, care îi spun să dea afară pisica. Amagi nu știe ce să facă, deoarece nu avea suficienți bani să se mute din nou. Ea angajează un detectiv privat care descoperă ca de vină era vecina ei, Tachibana Kyouko, care locuia în apartamentul de alături. Amagi îi trimite o scrisoare lui Tachibana în care îi spunea că îi pare rău și că va lua pisica și se va muta cât de repede posibil. A doua zi, Amagi ajunge acasă , găsește ușa deschisă, iar Muru dispăruse și în fața casei o pungă de plastic plină cu carne. Să fie Muru? Temându-se, Amagi o trimite pe Tachibana în iad.La sfarsit Muru apare ,iar in camera lui Tachibana era un perete plin cu poze a le lui Muru. |
| 12 | "Black Furrow" "Kuro no Wadachi" (黒の轍)                                             | 2006-12-23     | Un drum nou trebuia să fie construit pentru a evita accidentele produse în locul unde vechiul drum și cel nou se întâlneau, dar un proprietar de casă nu vrea să se mute. Fratele uneia din victime dorește să se răzbune și stă de vorbă cu Wannyoudou. Dar înainte ca fratele să desfacă sfoara, Ren apare și îi spune că cererea nu mai este valabilă, proprietarul casei murise. Fratele, nevrând să creadă, se duce să-l omoare pe proprietar și sfârșește într-un accident asemănător cel al fratelui său. Wannyoudou îl salvează iar el împreună cu grupul se duc în casa proprietarului. De-a lungul acestui episod este prezentat trecutul lui Wannyoudou. |
| 13 | "Tragedy of V" "V no Sangeki" (Vの惨劇)                                               | 2007-01-06     | Într-un oraș au loc tot felul de morți misterioase. Oameni fără nicio legătură între ei au fost găsiți morți, înjunghiați, cu mâinile în semnul "păcii". Într-un final, proprietarul unui restaurant este descoperit de Ichimoku Ren ca fiind vinovat. Soția și fiul lui au fost uciși , iar fiica lui băgată în comă de un șofer beat care a intrat cu mașina în casa lor. În timp ce echipele de știri filmau incidentul, oameni beți dansau, cu mâinile în semnul păcii. Proprietarul decisese de curând să îi omoare, când a aflat că avea cancer și că nu va mai apuca să-și vadă fata în viață. Fiind prea slab să-l omoare și pe ultimul, a apelat la Corespondența Iadului. Între timp, Kikuri o trezește pe fiica lui din comă. |
| 14 | "The Calm Lake Shore" "Shizuka na Kohan" (静かな湖畔)                                 | 2007-01-27     | Un scriitor decide să se răzbune pe un regizor prieten care devenise celebru. În timpul încercării de răzbunare, soția lui este ucisă iar fiul este învinovățit pentru ce s-a întâmplat. Fiul decide să o contacteze pe Ai, dar se răzgândește. După puțină vreme, regizorul este ucis de scriitor, dar înainte de a-l omorî și pe fiul lui, scriitorul este trimis în iad de o femeie al cărei copil fusese ucis de el. În acest episod este introdus Takuma Kurebayashi. |
| 15 | "For This Country" "Kono Kuni no Tame ni" (この国のために)                            | 2007-01-20     | O tânără femeie și tatăl ei s-au devotat unui candidat politic. În timp ce ei se plâng de felul cum guvernul face pe toată lumea mai săracă ,iar Japonia mai rea, mama muncește din greu să întrețină fabrica. Într-o zi fiica se duce să o viziteze și ratează o întrunire importantă, iar tatăl ei furios și beat face o șcenă. Insistând că e vina ei, managerul de campanie și tatăl ei angajeayă doi bărbați să o atace, dar dau greș. În timp ce e atacată, Wanyuudo o salvează. Între timp ea descoperă planul tatălui ei. Se duce acasă să îl trimită în iad dar descoperă că mama ei avea deja un contract cu Ai și desfăcuse sfoara roșie. |
| 16 | "Aspirations of a Wicked Woman" "Akujo Shigan" (悪女志願)                             | 2007-01-27     | O fată pe nume Ran încearcă să trimită un bărbat care a trădat-o în iad, dar dă de o geishă care susține că o va ajuta să se răzbune. Ran se deghizează și îi seduce, ca apoi să-i fure toți banii. Bărbatul se sinucide după scurt timp. Ran apoi află că geisha o folosise și este atacată și reușește să o trimită în iad înainte de a muri. |
| 17 | "Gaze of Silence" "Chinmoku no Manazashi" (沈黙のまなざし)                            | 2007-02-03     | O fată numită Nene, a contactat-o pe Enma Ai pentru a-și trimite mama în iad, fiindcă crede că mama ei,Honami, și-a ucis soțul, chiar dacă adevarărul este că Honami și-a trimis soțul în iad fiindcă le abuza. Honami apoi afla că Nene încearcă să o trimită în iad, dar se sinucide pentru a nu fi nevoie ca Nene să se ducă în iad. În acest episod este prezentat trecutul lui Ren. |
| 18 | "That Person's Memories" "Ano Hito no Kioku" (あのひとの記憶)                         | 2007-02-10     | O fată vine acasă de la locul de muncă și află că mama ei, care o părăsise când era mică, s-a întors. Nu numai asta, dar tatăl ei dorea ca ea să aibă grijă de ea în fiecare zi. Folosește Corespondența Iadului pentru a încerca să scape de ea dar află că nu poate, fiindcă o folosise și tatăl ei. Se grăbește spre locul unde o dusese tatăl ei la o plimbare dar era prea târziu. |
| 19 | "Steam Hell, Inn on a Journey" "Yukemuri Jigoku, Tabi no Yado" (湯けむり地獄、旅の宿) | 2007-02-17     | Acest episod prezintă felul în care Enma Ai l-a întâlnit pe Wannyuudo. |
| 20 | "A Maiden's Album" "Otome no Arubamu" (乙女のアルバム)                                | 2007-02-24     | O fată pe nume Mari este într-o relație abuzivă cu fosta ei prietenă, Juri. Juri a contactat Corespondența Iadului fiindcă relația lor apropiată a fost distrusă când Mari a luat în considerare schimbarea lui Juri cu o altă parteneră de tenis. Juri o forțează pe Mari să facă exact ceea ce spune ea, altfel desface ața. Juri îi dăduse lui Mari un album cu poze cu ele. Ichimoku Ren devine implicat în poveste și încearcă să descopere mai multe. După ce s-a dus să îi aducă prânzul lui Juri, Mari se întâlnește cu Ren și îl îmbrățișează. Juri, care o urmărise pe Mari să-i spună că o iertase, se supără când vede că Mari se apropiase atât de mult de altcineva, și decide să desfacă sfoara, dar Mari îi spune că ele vor fi mereu împreună, dar în acel moment, Juri este călcată de o mașină. Mari desface sfoara și este trimisă în iad. După puțin timp i se alătură și Juri. Cumva, Mari a reușit să ia albumul după ea. |
| 21 | "Soft Paper Balloon" "Kamifuusen fuwari" (紙風船ふわり)                               | 2007-03-03     | Acest episod prezintă trecutul lui Hone Onna. |
| 22 | "Longing" "Dōkei" (憧憬)                                                              | 2007-03-10     | |
| 23 | "Distrust" "Fushin" (不信)                                                            | 2007-03-17     | |
| 24 | "Chain" "Rensa" (連鎖)                                                                | 2007-03-24     | |
| 25 | "Wandering" "Houkou" (彷徨)                                                           | 2007-03-31     | |
| 26 | "Indigo Dye" "Aizome" (あいぞめ)                                                      | 2007-04-07     | Acest episod prezintă sfârșitul Enmei Ai și începutul noii fete a iadului, Yuzuki Mikage. |

### Coloana sonoră
Tema de începutNightmaRe
- Text: Hideaki Yamano
- Compozitor: SNoW, Asanjō Shindō
- Interpret: SNoW

Tema de sfârșitAizome (あいぞめ? lit. Indigo Dye)
- Text: Aa (savage genius)
- Compozitor: Takumi (savage genius)
- Interpret: Mamiko Noto